# Niemojewo (powiat brodnicki)
Niemojewo – kolonia w Polsce położona w województwie kujawsko-pomorskim, w powiecie brodnickim, w gminie Świedziebnia.
W latach 1975–1998 miejscowość położona była w województwie toruńskim.